# 取手市立高井小学校
取手市立高井小学校（とりでしりつ たかいしょうがっこう）は、茨城県取手市ゆめみ野三丁目にある公立小学校。

## 沿革
- 1982年（昭和57年）4月1日 - 取手市立永山小学校より分離独⽴ ※永⼭⼩学校を借⽤して授業開始
- 1982年（昭和57年）9月1日 - 新校舎にて授業開始
- 1982年（昭和57年）9月6日 - プール完成
- 1983年（昭和58年）5月21日 - 放送塔完成
- 1984年（昭和59年）2月21日 - バックネット完成
- 1984年（昭和59年）3月5日 - 飼育⼩屋完成
- 1986年（昭和61年）4月3日 - 校庭整地完了
- 1987年（昭和62年）9月26日 - グラウンド整備完了
- 1991年（平成3年）11月9日 - 創⽴10周年記念事業・式典挙⾏
- 1994年（平成6年）12月7日 - 校庭南東部に学校菜園完成
- 2001年（平成13年）6月30日 - 創⽴20周年記念事業嘱（国語）
- 2011年（平成23年）6月25日 - 創⽴30周年記念事業・式典挙⾏
- 2012年（平成24年）3月1日 - 新正⾨・駐⾞場完成
- 2014年（平成26年）2月28日 - 校庭造成⼯事完了
- 2016年（平成28年）2月28日 - 大規模改造⼯事完了
- 2024年 (令和6年)    6月17日 - 校舎増築工事開始
- 2025年（令和7年） 3月15日  ‐校舎増築工事完了予定

## 学区
新取⼿⼀丁⽬〜五丁⽬、下⾼井の⼀部、駒場三丁⽬の⼀部、駒場四丁⽬の⼀部、寺⽥の⼀部、野々井の⼀部、ゆめみ野⼀丁⽬〜五丁⽬

## 進学先の中学校
- 取手市立永山中学校

## 学校行事
- 4月 春休み·1学期始業式・入学式
- 5月創立記念日·運動会
- 6月
- 7月夏休み(下旬)
- 8月夏休み(全日)
- 9月
- 10月 1学期終業式・2学期始業式
- 11月文化祭
- 12月冬休み(下旬)
- 1月冬休み(上旬)
- 2月
- 3月 卒業式·2学期修了式·春休み·離任式